# Karl Heinz Schneider (Richter)
Karl Heinz Schneider (geboren 15. Juli 1916 in Ludwigshafen; gestorben 26. November 1971) war ein Richter am Bundesgerichtshof.
Schneider trat am 1. Februar 1951 als Gerichtsassessor im Oberlandesgerichtsbezirk Neustadt an der Weinstraße in den Justizdienst des Landes Rheinland-Pfalz ein. Seit dem 1. Juni 1953 war er Amtsrichter am Amtsgericht Edenkoben. und in der Folge Landgerichtsrat am Landgericht Landau in der Pfalz. Zum 1. Juni 1960 wurde er zum Oberlandesgerichtsrat am damaligen Oberlandesgericht Neustadt an der Weinstraße (nunmehr Pfälzisches Oberlandesgericht Zweibrücken) ernannt. Nach einer Tätigkeit am Ministerium der Justiz Rheinland-Pfalz trat er nach seiner Wahl zum Bundesrichter am 20. Februar 1963 in den am Jahresanfang aus der Teilung des bisherigen I. Zivilsenats hervorgegangenen Ia-Zivilsenat ein, der damals landläufig als Patentsenat bezeichnet wurde und der zum 1. März 1968 die Bezeichnung X. Zivilsenat erhielt. Diesem gehörte er bis zu seinem Tod an, der nach einem Suizidversuch auf der Fahrt zur medizinischen Versorgung eintrat.